# Kali Mountford
Kali Mountford właściwie Carol Jean Mountford wcześniej Carol Jean Newton (ur. 12 stycznia 1954 w Crewe) – brytyjska polityczka Partii Pracy, deputowana Izby Gmin.

## Działalność polityczna
W okresie od 1 maja 1997 do 12 kwietnia 2010 reprezentowała okręg wyborczy Colne Valley w brytyjskiej Izbie Gmin.